# Ocnogyna andresi
Ocnogyna andresi là một loài bướm đêm thuộc phân họ Arctiinae, họ Erebidae.